# مورانلی، صابرآباد
مورانلی (به ترکی آذربایجانی: Moranlı) یک منطقه مسکونی در جمهوری آذربایجان است که در شهرستان صابرآباد واقع شده‌است. مورانلی ۳۷۸۰ نفر جمعیت دارد.